# Малый Фиштинский ледник
Ледник Малый Фиштинский — один из четырёх ледников горной группы Фишта-Пшехо-Су. располагается на юго-восточном склоне горы Фишт. Один из самых низких ледников на Кавказе (опускается до отметки 1980 м над уровнем моря). Относится к типу теснинных, так как находится в глубоком (400-700м) ущелье и имеет аномально малую высоту до 1980 м. Ледник
ориентирован на северо-восток в сторону долины р. Белой. На севере контактирует с основным массивом Фишта, с юга — с отрогом.
С каждым годом ледник уменьшается в размерах (Дворцы и спортивные центры олимпийского Сочи // Кадастр недвижимости. — 2014. — № 1(34). — С. 7-11.). В его средней части появляются проталины, которые, возможно разделят ледник на две части. Над ледником возвышается скала высотой несколько сот метров, с которой в бергшрунд ледника низвергается водопад.
Под языком ледника имеется невысокая ледяная пещера из которой выходит мощный поток холодного воздуха. Этот воздух либо засасывается из бергшрунда, либо выходит из пещер, в которых пропадает вода, стаявшая с ледника.
Ледник предлагается развивать как объект туристической инфраструктуры (Дашкова, Е. В. К вопросу о развитии активного туризма в Республике Адыгея / Е. В. Дашкова, П. Н. Мирошниченко // Вестник Чеченского государственного университета. — 2017. — № 3(27). — С. 71-81.). Есть проект экотропы «Лаго-наки».

## Галерея

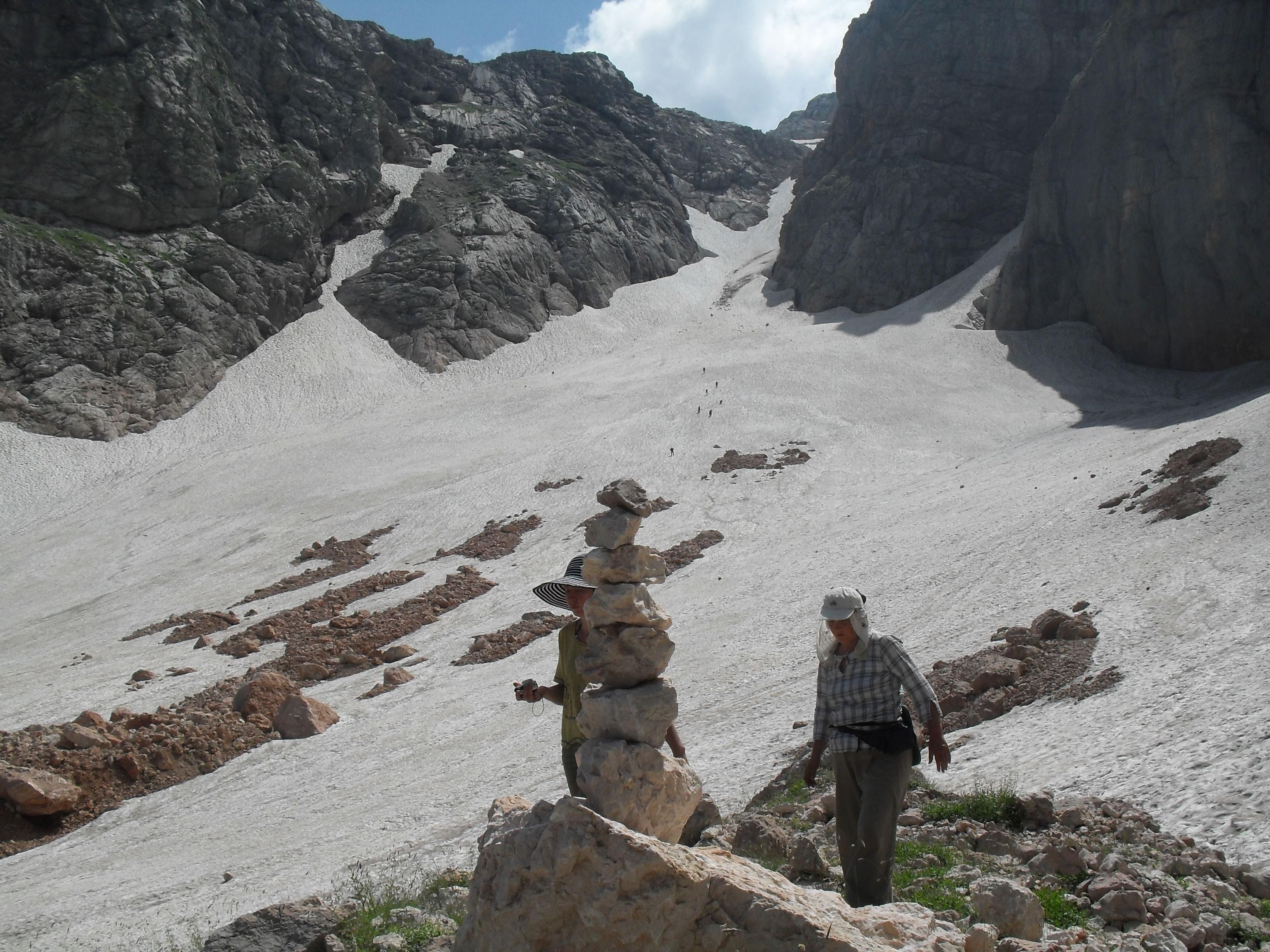
Общий вид ледника
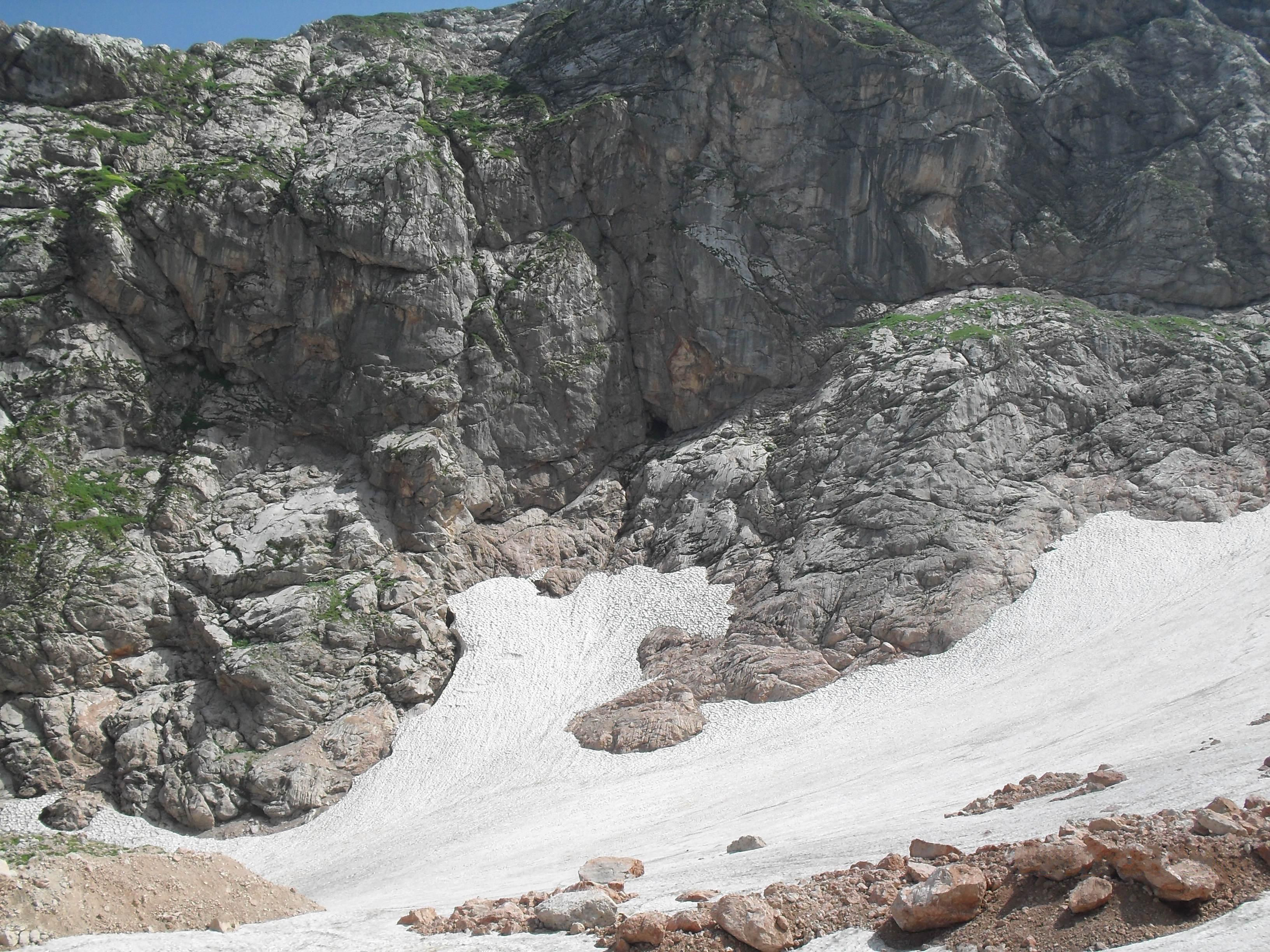
Часть Малого Фиштинского ледника
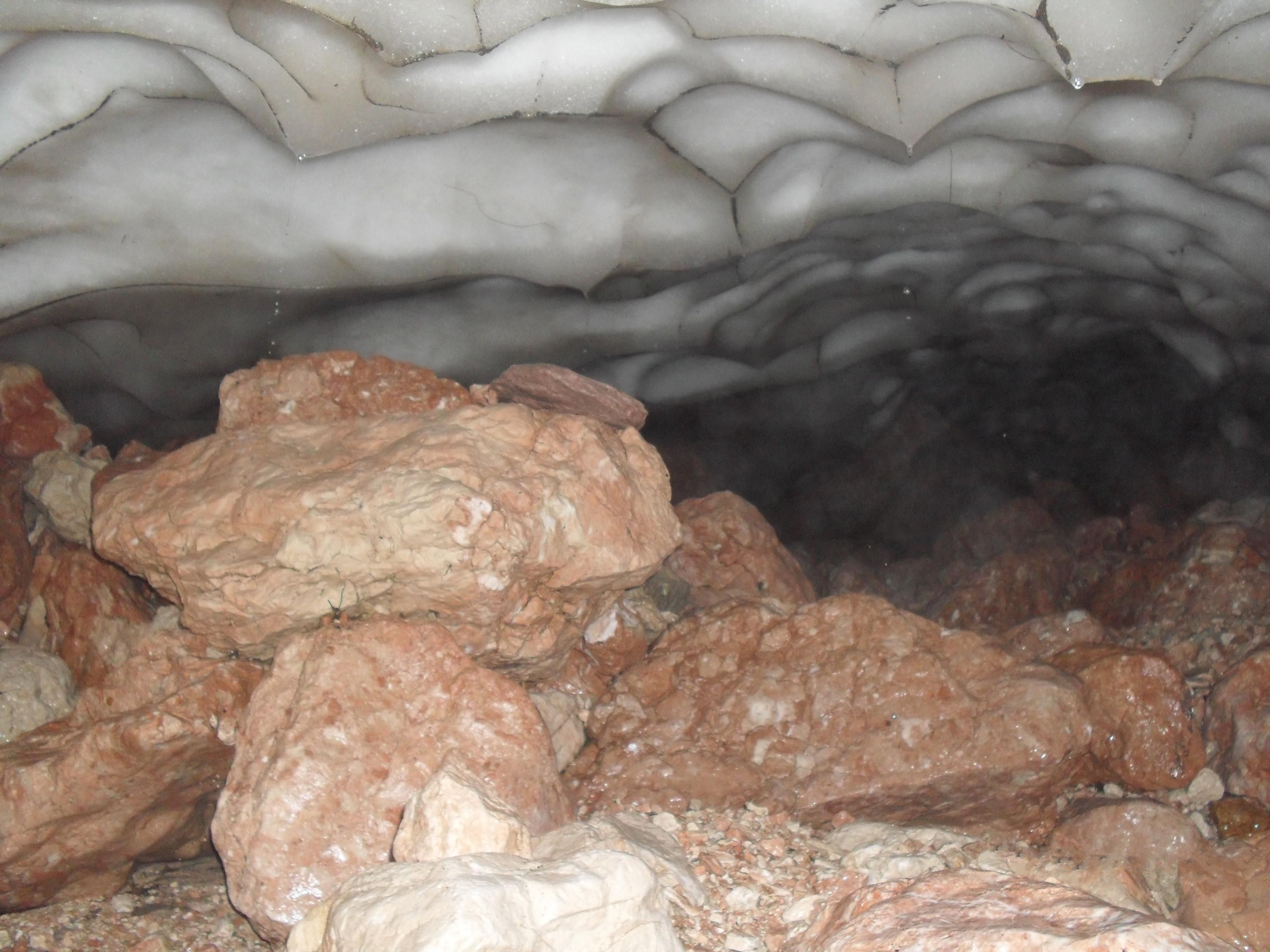
Ледниковый грот